# Unto Heinonen
Unto Heinonen (25 dicembre 1946) è un compositore di scacchi finlandese.
Ha composto problemi di tutti i generi, ma soprattutto con pezzi e/o regole eterodosse (Fairy).
Nel 2004 ha ricevuto il titolo di Grande Maestro della composizione. 
Due suoi problemi:
|   | a | b | c | d | e | f | g | h |   |
| 8 | d7 pedone del nero · e7 pedone del nero · e6 pedone del bianco · f6 pedone del bianco · e5 re del nero · b4 pedone del bianco · d3 torre del bianco · f3 donna del bianco · b2 re del bianco · c2 pedone del nero · e2 cavallo del bianco · c1 alfiere del bianco | d7 pedone del nero · e7 pedone del nero · e6 pedone del bianco · f6 pedone del bianco · e5 re del nero · b4 pedone del bianco · d3 torre del bianco · f3 donna del bianco · b2 re del bianco · c2 pedone del nero · e2 cavallo del bianco · c1 alfiere del bianco | d7 pedone del nero · e7 pedone del nero · e6 pedone del bianco · f6 pedone del bianco · e5 re del nero · b4 pedone del bianco · d3 torre del bianco · f3 donna del bianco · b2 re del bianco · c2 pedone del nero · e2 cavallo del bianco · c1 alfiere del bianco | d7 pedone del nero · e7 pedone del nero · e6 pedone del bianco · f6 pedone del bianco · e5 re del nero · b4 pedone del bianco · d3 torre del bianco · f3 donna del bianco · b2 re del bianco · c2 pedone del nero · e2 cavallo del bianco · c1 alfiere del bianco | d7 pedone del nero · e7 pedone del nero · e6 pedone del bianco · f6 pedone del bianco · e5 re del nero · b4 pedone del bianco · d3 torre del bianco · f3 donna del bianco · b2 re del bianco · c2 pedone del nero · e2 cavallo del bianco · c1 alfiere del bianco | d7 pedone del nero · e7 pedone del nero · e6 pedone del bianco · f6 pedone del bianco · e5 re del nero · b4 pedone del bianco · d3 torre del bianco · f3 donna del bianco · b2 re del bianco · c2 pedone del nero · e2 cavallo del bianco · c1 alfiere del bianco | d7 pedone del nero · e7 pedone del nero · e6 pedone del bianco · f6 pedone del bianco · e5 re del nero · b4 pedone del bianco · d3 torre del bianco · f3 donna del bianco · b2 re del bianco · c2 pedone del nero · e2 cavallo del bianco · c1 alfiere del bianco | d7 pedone del nero · e7 pedone del nero · e6 pedone del bianco · f6 pedone del bianco · e5 re del nero · b4 pedone del bianco · d3 torre del bianco · f3 donna del bianco · b2 re del bianco · c2 pedone del nero · e2 cavallo del bianco · c1 alfiere del bianco | 8 |
| 7 | d7 pedone del nero · e7 pedone del nero · e6 pedone del bianco · f6 pedone del bianco · e5 re del nero · b4 pedone del bianco · d3 torre del bianco · f3 donna del bianco · b2 re del bianco · c2 pedone del nero · e2 cavallo del bianco · c1 alfiere del bianco | d7 pedone del nero · e7 pedone del nero · e6 pedone del bianco · f6 pedone del bianco · e5 re del nero · b4 pedone del bianco · d3 torre del bianco · f3 donna del bianco · b2 re del bianco · c2 pedone del nero · e2 cavallo del bianco · c1 alfiere del bianco | d7 pedone del nero · e7 pedone del nero · e6 pedone del bianco · f6 pedone del bianco · e5 re del nero · b4 pedone del bianco · d3 torre del bianco · f3 donna del bianco · b2 re del bianco · c2 pedone del nero · e2 cavallo del bianco · c1 alfiere del bianco | d7 pedone del nero · e7 pedone del nero · e6 pedone del bianco · f6 pedone del bianco · e5 re del nero · b4 pedone del bianco · d3 torre del bianco · f3 donna del bianco · b2 re del bianco · c2 pedone del nero · e2 cavallo del bianco · c1 alfiere del bianco | d7 pedone del nero · e7 pedone del nero · e6 pedone del bianco · f6 pedone del bianco · e5 re del nero · b4 pedone del bianco · d3 torre del bianco · f3 donna del bianco · b2 re del bianco · c2 pedone del nero · e2 cavallo del bianco · c1 alfiere del bianco | d7 pedone del nero · e7 pedone del nero · e6 pedone del bianco · f6 pedone del bianco · e5 re del nero · b4 pedone del bianco · d3 torre del bianco · f3 donna del bianco · b2 re del bianco · c2 pedone del nero · e2 cavallo del bianco · c1 alfiere del bianco | d7 pedone del nero · e7 pedone del nero · e6 pedone del bianco · f6 pedone del bianco · e5 re del nero · b4 pedone del bianco · d3 torre del bianco · f3 donna del bianco · b2 re del bianco · c2 pedone del nero · e2 cavallo del bianco · c1 alfiere del bianco | d7 pedone del nero · e7 pedone del nero · e6 pedone del bianco · f6 pedone del bianco · e5 re del nero · b4 pedone del bianco · d3 torre del bianco · f3 donna del bianco · b2 re del bianco · c2 pedone del nero · e2 cavallo del bianco · c1 alfiere del bianco | 7 |
| 6 | d7 pedone del nero · e7 pedone del nero · e6 pedone del bianco · f6 pedone del bianco · e5 re del nero · b4 pedone del bianco · d3 torre del bianco · f3 donna del bianco · b2 re del bianco · c2 pedone del nero · e2 cavallo del bianco · c1 alfiere del bianco | d7 pedone del nero · e7 pedone del nero · e6 pedone del bianco · f6 pedone del bianco · e5 re del nero · b4 pedone del bianco · d3 torre del bianco · f3 donna del bianco · b2 re del bianco · c2 pedone del nero · e2 cavallo del bianco · c1 alfiere del bianco | d7 pedone del nero · e7 pedone del nero · e6 pedone del bianco · f6 pedone del bianco · e5 re del nero · b4 pedone del bianco · d3 torre del bianco · f3 donna del bianco · b2 re del bianco · c2 pedone del nero · e2 cavallo del bianco · c1 alfiere del bianco | d7 pedone del nero · e7 pedone del nero · e6 pedone del bianco · f6 pedone del bianco · e5 re del nero · b4 pedone del bianco · d3 torre del bianco · f3 donna del bianco · b2 re del bianco · c2 pedone del nero · e2 cavallo del bianco · c1 alfiere del bianco | d7 pedone del nero · e7 pedone del nero · e6 pedone del bianco · f6 pedone del bianco · e5 re del nero · b4 pedone del bianco · d3 torre del bianco · f3 donna del bianco · b2 re del bianco · c2 pedone del nero · e2 cavallo del bianco · c1 alfiere del bianco | d7 pedone del nero · e7 pedone del nero · e6 pedone del bianco · f6 pedone del bianco · e5 re del nero · b4 pedone del bianco · d3 torre del bianco · f3 donna del bianco · b2 re del bianco · c2 pedone del nero · e2 cavallo del bianco · c1 alfiere del bianco | d7 pedone del nero · e7 pedone del nero · e6 pedone del bianco · f6 pedone del bianco · e5 re del nero · b4 pedone del bianco · d3 torre del bianco · f3 donna del bianco · b2 re del bianco · c2 pedone del nero · e2 cavallo del bianco · c1 alfiere del bianco | d7 pedone del nero · e7 pedone del nero · e6 pedone del bianco · f6 pedone del bianco · e5 re del nero · b4 pedone del bianco · d3 torre del bianco · f3 donna del bianco · b2 re del bianco · c2 pedone del nero · e2 cavallo del bianco · c1 alfiere del bianco | 6 |
| 5 | d7 pedone del nero · e7 pedone del nero · e6 pedone del bianco · f6 pedone del bianco · e5 re del nero · b4 pedone del bianco · d3 torre del bianco · f3 donna del bianco · b2 re del bianco · c2 pedone del nero · e2 cavallo del bianco · c1 alfiere del bianco | d7 pedone del nero · e7 pedone del nero · e6 pedone del bianco · f6 pedone del bianco · e5 re del nero · b4 pedone del bianco · d3 torre del bianco · f3 donna del bianco · b2 re del bianco · c2 pedone del nero · e2 cavallo del bianco · c1 alfiere del bianco | d7 pedone del nero · e7 pedone del nero · e6 pedone del bianco · f6 pedone del bianco · e5 re del nero · b4 pedone del bianco · d3 torre del bianco · f3 donna del bianco · b2 re del bianco · c2 pedone del nero · e2 cavallo del bianco · c1 alfiere del bianco | d7 pedone del nero · e7 pedone del nero · e6 pedone del bianco · f6 pedone del bianco · e5 re del nero · b4 pedone del bianco · d3 torre del bianco · f3 donna del bianco · b2 re del bianco · c2 pedone del nero · e2 cavallo del bianco · c1 alfiere del bianco | d7 pedone del nero · e7 pedone del nero · e6 pedone del bianco · f6 pedone del bianco · e5 re del nero · b4 pedone del bianco · d3 torre del bianco · f3 donna del bianco · b2 re del bianco · c2 pedone del nero · e2 cavallo del bianco · c1 alfiere del bianco | d7 pedone del nero · e7 pedone del nero · e6 pedone del bianco · f6 pedone del bianco · e5 re del nero · b4 pedone del bianco · d3 torre del bianco · f3 donna del bianco · b2 re del bianco · c2 pedone del nero · e2 cavallo del bianco · c1 alfiere del bianco | d7 pedone del nero · e7 pedone del nero · e6 pedone del bianco · f6 pedone del bianco · e5 re del nero · b4 pedone del bianco · d3 torre del bianco · f3 donna del bianco · b2 re del bianco · c2 pedone del nero · e2 cavallo del bianco · c1 alfiere del bianco | d7 pedone del nero · e7 pedone del nero · e6 pedone del bianco · f6 pedone del bianco · e5 re del nero · b4 pedone del bianco · d3 torre del bianco · f3 donna del bianco · b2 re del bianco · c2 pedone del nero · e2 cavallo del bianco · c1 alfiere del bianco | 5 |
| 4 | d7 pedone del nero · e7 pedone del nero · e6 pedone del bianco · f6 pedone del bianco · e5 re del nero · b4 pedone del bianco · d3 torre del bianco · f3 donna del bianco · b2 re del bianco · c2 pedone del nero · e2 cavallo del bianco · c1 alfiere del bianco | d7 pedone del nero · e7 pedone del nero · e6 pedone del bianco · f6 pedone del bianco · e5 re del nero · b4 pedone del bianco · d3 torre del bianco · f3 donna del bianco · b2 re del bianco · c2 pedone del nero · e2 cavallo del bianco · c1 alfiere del bianco | d7 pedone del nero · e7 pedone del nero · e6 pedone del bianco · f6 pedone del bianco · e5 re del nero · b4 pedone del bianco · d3 torre del bianco · f3 donna del bianco · b2 re del bianco · c2 pedone del nero · e2 cavallo del bianco · c1 alfiere del bianco | d7 pedone del nero · e7 pedone del nero · e6 pedone del bianco · f6 pedone del bianco · e5 re del nero · b4 pedone del bianco · d3 torre del bianco · f3 donna del bianco · b2 re del bianco · c2 pedone del nero · e2 cavallo del bianco · c1 alfiere del bianco | d7 pedone del nero · e7 pedone del nero · e6 pedone del bianco · f6 pedone del bianco · e5 re del nero · b4 pedone del bianco · d3 torre del bianco · f3 donna del bianco · b2 re del bianco · c2 pedone del nero · e2 cavallo del bianco · c1 alfiere del bianco | d7 pedone del nero · e7 pedone del nero · e6 pedone del bianco · f6 pedone del bianco · e5 re del nero · b4 pedone del bianco · d3 torre del bianco · f3 donna del bianco · b2 re del bianco · c2 pedone del nero · e2 cavallo del bianco · c1 alfiere del bianco | d7 pedone del nero · e7 pedone del nero · e6 pedone del bianco · f6 pedone del bianco · e5 re del nero · b4 pedone del bianco · d3 torre del bianco · f3 donna del bianco · b2 re del bianco · c2 pedone del nero · e2 cavallo del bianco · c1 alfiere del bianco | d7 pedone del nero · e7 pedone del nero · e6 pedone del bianco · f6 pedone del bianco · e5 re del nero · b4 pedone del bianco · d3 torre del bianco · f3 donna del bianco · b2 re del bianco · c2 pedone del nero · e2 cavallo del bianco · c1 alfiere del bianco | 4 |
| 3 | d7 pedone del nero · e7 pedone del nero · e6 pedone del bianco · f6 pedone del bianco · e5 re del nero · b4 pedone del bianco · d3 torre del bianco · f3 donna del bianco · b2 re del bianco · c2 pedone del nero · e2 cavallo del bianco · c1 alfiere del bianco | d7 pedone del nero · e7 pedone del nero · e6 pedone del bianco · f6 pedone del bianco · e5 re del nero · b4 pedone del bianco · d3 torre del bianco · f3 donna del bianco · b2 re del bianco · c2 pedone del nero · e2 cavallo del bianco · c1 alfiere del bianco | d7 pedone del nero · e7 pedone del nero · e6 pedone del bianco · f6 pedone del bianco · e5 re del nero · b4 pedone del bianco · d3 torre del bianco · f3 donna del bianco · b2 re del bianco · c2 pedone del nero · e2 cavallo del bianco · c1 alfiere del bianco | d7 pedone del nero · e7 pedone del nero · e6 pedone del bianco · f6 pedone del bianco · e5 re del nero · b4 pedone del bianco · d3 torre del bianco · f3 donna del bianco · b2 re del bianco · c2 pedone del nero · e2 cavallo del bianco · c1 alfiere del bianco | d7 pedone del nero · e7 pedone del nero · e6 pedone del bianco · f6 pedone del bianco · e5 re del nero · b4 pedone del bianco · d3 torre del bianco · f3 donna del bianco · b2 re del bianco · c2 pedone del nero · e2 cavallo del bianco · c1 alfiere del bianco | d7 pedone del nero · e7 pedone del nero · e6 pedone del bianco · f6 pedone del bianco · e5 re del nero · b4 pedone del bianco · d3 torre del bianco · f3 donna del bianco · b2 re del bianco · c2 pedone del nero · e2 cavallo del bianco · c1 alfiere del bianco | d7 pedone del nero · e7 pedone del nero · e6 pedone del bianco · f6 pedone del bianco · e5 re del nero · b4 pedone del bianco · d3 torre del bianco · f3 donna del bianco · b2 re del bianco · c2 pedone del nero · e2 cavallo del bianco · c1 alfiere del bianco | d7 pedone del nero · e7 pedone del nero · e6 pedone del bianco · f6 pedone del bianco · e5 re del nero · b4 pedone del bianco · d3 torre del bianco · f3 donna del bianco · b2 re del bianco · c2 pedone del nero · e2 cavallo del bianco · c1 alfiere del bianco | 3 |
| 2 | d7 pedone del nero · e7 pedone del nero · e6 pedone del bianco · f6 pedone del bianco · e5 re del nero · b4 pedone del bianco · d3 torre del bianco · f3 donna del bianco · b2 re del bianco · c2 pedone del nero · e2 cavallo del bianco · c1 alfiere del bianco | d7 pedone del nero · e7 pedone del nero · e6 pedone del bianco · f6 pedone del bianco · e5 re del nero · b4 pedone del bianco · d3 torre del bianco · f3 donna del bianco · b2 re del bianco · c2 pedone del nero · e2 cavallo del bianco · c1 alfiere del bianco | d7 pedone del nero · e7 pedone del nero · e6 pedone del bianco · f6 pedone del bianco · e5 re del nero · b4 pedone del bianco · d3 torre del bianco · f3 donna del bianco · b2 re del bianco · c2 pedone del nero · e2 cavallo del bianco · c1 alfiere del bianco | d7 pedone del nero · e7 pedone del nero · e6 pedone del bianco · f6 pedone del bianco · e5 re del nero · b4 pedone del bianco · d3 torre del bianco · f3 donna del bianco · b2 re del bianco · c2 pedone del nero · e2 cavallo del bianco · c1 alfiere del bianco | d7 pedone del nero · e7 pedone del nero · e6 pedone del bianco · f6 pedone del bianco · e5 re del nero · b4 pedone del bianco · d3 torre del bianco · f3 donna del bianco · b2 re del bianco · c2 pedone del nero · e2 cavallo del bianco · c1 alfiere del bianco | d7 pedone del nero · e7 pedone del nero · e6 pedone del bianco · f6 pedone del bianco · e5 re del nero · b4 pedone del bianco · d3 torre del bianco · f3 donna del bianco · b2 re del bianco · c2 pedone del nero · e2 cavallo del bianco · c1 alfiere del bianco | d7 pedone del nero · e7 pedone del nero · e6 pedone del bianco · f6 pedone del bianco · e5 re del nero · b4 pedone del bianco · d3 torre del bianco · f3 donna del bianco · b2 re del bianco · c2 pedone del nero · e2 cavallo del bianco · c1 alfiere del bianco | d7 pedone del nero · e7 pedone del nero · e6 pedone del bianco · f6 pedone del bianco · e5 re del nero · b4 pedone del bianco · d3 torre del bianco · f3 donna del bianco · b2 re del bianco · c2 pedone del nero · e2 cavallo del bianco · c1 alfiere del bianco | 2 |
| 1 | d7 pedone del nero · e7 pedone del nero · e6 pedone del bianco · f6 pedone del bianco · e5 re del nero · b4 pedone del bianco · d3 torre del bianco · f3 donna del bianco · b2 re del bianco · c2 pedone del nero · e2 cavallo del bianco · c1 alfiere del bianco | d7 pedone del nero · e7 pedone del nero · e6 pedone del bianco · f6 pedone del bianco · e5 re del nero · b4 pedone del bianco · d3 torre del bianco · f3 donna del bianco · b2 re del bianco · c2 pedone del nero · e2 cavallo del bianco · c1 alfiere del bianco | d7 pedone del nero · e7 pedone del nero · e6 pedone del bianco · f6 pedone del bianco · e5 re del nero · b4 pedone del bianco · d3 torre del bianco · f3 donna del bianco · b2 re del bianco · c2 pedone del nero · e2 cavallo del bianco · c1 alfiere del bianco | d7 pedone del nero · e7 pedone del nero · e6 pedone del bianco · f6 pedone del bianco · e5 re del nero · b4 pedone del bianco · d3 torre del bianco · f3 donna del bianco · b2 re del bianco · c2 pedone del nero · e2 cavallo del bianco · c1 alfiere del bianco | d7 pedone del nero · e7 pedone del nero · e6 pedone del bianco · f6 pedone del bianco · e5 re del nero · b4 pedone del bianco · d3 torre del bianco · f3 donna del bianco · b2 re del bianco · c2 pedone del nero · e2 cavallo del bianco · c1 alfiere del bianco | d7 pedone del nero · e7 pedone del nero · e6 pedone del bianco · f6 pedone del bianco · e5 re del nero · b4 pedone del bianco · d3 torre del bianco · f3 donna del bianco · b2 re del bianco · c2 pedone del nero · e2 cavallo del bianco · c1 alfiere del bianco | d7 pedone del nero · e7 pedone del nero · e6 pedone del bianco · f6 pedone del bianco · e5 re del nero · b4 pedone del bianco · d3 torre del bianco · f3 donna del bianco · b2 re del bianco · c2 pedone del nero · e2 cavallo del bianco · c1 alfiere del bianco | d7 pedone del nero · e7 pedone del nero · e6 pedone del bianco · f6 pedone del bianco · e5 re del nero · b4 pedone del bianco · d3 torre del bianco · f3 donna del bianco · b2 re del bianco · c2 pedone del nero · e2 cavallo del bianco · c1 alfiere del bianco | 1 |
|   | a | b | c | d | e | f | g | h |   |

Soluzione:
1. Cd4!  (zugzwang)
1... Rd6/exf6  2. Af4# 

1... dxe6  2. Cc6# 

1... d6  2. Df5#  

|   | a | b | c | d | e | f | g | h |   |
| 8 | a8 torre del bianco · c7 alfiere del nero · c6 alfiere del nero · d6 pedone del nero · b5 cavallo del bianco · c5 pedone del nero · f5 pedone del nero · b4 pedone del nero · c4 pedone del bianco · e4 re del nero · f4 pedone del bianco · b3 pedone del nero · h3 pedone del nero · d2 pedone del bianco · h2 pedone del bianco · a1 alfiere del bianco · f1 donna del bianco · h1 re del bianco | a8 torre del bianco · c7 alfiere del nero · c6 alfiere del nero · d6 pedone del nero · b5 cavallo del bianco · c5 pedone del nero · f5 pedone del nero · b4 pedone del nero · c4 pedone del bianco · e4 re del nero · f4 pedone del bianco · b3 pedone del nero · h3 pedone del nero · d2 pedone del bianco · h2 pedone del bianco · a1 alfiere del bianco · f1 donna del bianco · h1 re del bianco | a8 torre del bianco · c7 alfiere del nero · c6 alfiere del nero · d6 pedone del nero · b5 cavallo del bianco · c5 pedone del nero · f5 pedone del nero · b4 pedone del nero · c4 pedone del bianco · e4 re del nero · f4 pedone del bianco · b3 pedone del nero · h3 pedone del nero · d2 pedone del bianco · h2 pedone del bianco · a1 alfiere del bianco · f1 donna del bianco · h1 re del bianco | a8 torre del bianco · c7 alfiere del nero · c6 alfiere del nero · d6 pedone del nero · b5 cavallo del bianco · c5 pedone del nero · f5 pedone del nero · b4 pedone del nero · c4 pedone del bianco · e4 re del nero · f4 pedone del bianco · b3 pedone del nero · h3 pedone del nero · d2 pedone del bianco · h2 pedone del bianco · a1 alfiere del bianco · f1 donna del bianco · h1 re del bianco | a8 torre del bianco · c7 alfiere del nero · c6 alfiere del nero · d6 pedone del nero · b5 cavallo del bianco · c5 pedone del nero · f5 pedone del nero · b4 pedone del nero · c4 pedone del bianco · e4 re del nero · f4 pedone del bianco · b3 pedone del nero · h3 pedone del nero · d2 pedone del bianco · h2 pedone del bianco · a1 alfiere del bianco · f1 donna del bianco · h1 re del bianco | a8 torre del bianco · c7 alfiere del nero · c6 alfiere del nero · d6 pedone del nero · b5 cavallo del bianco · c5 pedone del nero · f5 pedone del nero · b4 pedone del nero · c4 pedone del bianco · e4 re del nero · f4 pedone del bianco · b3 pedone del nero · h3 pedone del nero · d2 pedone del bianco · h2 pedone del bianco · a1 alfiere del bianco · f1 donna del bianco · h1 re del bianco | a8 torre del bianco · c7 alfiere del nero · c6 alfiere del nero · d6 pedone del nero · b5 cavallo del bianco · c5 pedone del nero · f5 pedone del nero · b4 pedone del nero · c4 pedone del bianco · e4 re del nero · f4 pedone del bianco · b3 pedone del nero · h3 pedone del nero · d2 pedone del bianco · h2 pedone del bianco · a1 alfiere del bianco · f1 donna del bianco · h1 re del bianco | a8 torre del bianco · c7 alfiere del nero · c6 alfiere del nero · d6 pedone del nero · b5 cavallo del bianco · c5 pedone del nero · f5 pedone del nero · b4 pedone del nero · c4 pedone del bianco · e4 re del nero · f4 pedone del bianco · b3 pedone del nero · h3 pedone del nero · d2 pedone del bianco · h2 pedone del bianco · a1 alfiere del bianco · f1 donna del bianco · h1 re del bianco | 8 |
| 7 | a8 torre del bianco · c7 alfiere del nero · c6 alfiere del nero · d6 pedone del nero · b5 cavallo del bianco · c5 pedone del nero · f5 pedone del nero · b4 pedone del nero · c4 pedone del bianco · e4 re del nero · f4 pedone del bianco · b3 pedone del nero · h3 pedone del nero · d2 pedone del bianco · h2 pedone del bianco · a1 alfiere del bianco · f1 donna del bianco · h1 re del bianco | a8 torre del bianco · c7 alfiere del nero · c6 alfiere del nero · d6 pedone del nero · b5 cavallo del bianco · c5 pedone del nero · f5 pedone del nero · b4 pedone del nero · c4 pedone del bianco · e4 re del nero · f4 pedone del bianco · b3 pedone del nero · h3 pedone del nero · d2 pedone del bianco · h2 pedone del bianco · a1 alfiere del bianco · f1 donna del bianco · h1 re del bianco | a8 torre del bianco · c7 alfiere del nero · c6 alfiere del nero · d6 pedone del nero · b5 cavallo del bianco · c5 pedone del nero · f5 pedone del nero · b4 pedone del nero · c4 pedone del bianco · e4 re del nero · f4 pedone del bianco · b3 pedone del nero · h3 pedone del nero · d2 pedone del bianco · h2 pedone del bianco · a1 alfiere del bianco · f1 donna del bianco · h1 re del bianco | a8 torre del bianco · c7 alfiere del nero · c6 alfiere del nero · d6 pedone del nero · b5 cavallo del bianco · c5 pedone del nero · f5 pedone del nero · b4 pedone del nero · c4 pedone del bianco · e4 re del nero · f4 pedone del bianco · b3 pedone del nero · h3 pedone del nero · d2 pedone del bianco · h2 pedone del bianco · a1 alfiere del bianco · f1 donna del bianco · h1 re del bianco | a8 torre del bianco · c7 alfiere del nero · c6 alfiere del nero · d6 pedone del nero · b5 cavallo del bianco · c5 pedone del nero · f5 pedone del nero · b4 pedone del nero · c4 pedone del bianco · e4 re del nero · f4 pedone del bianco · b3 pedone del nero · h3 pedone del nero · d2 pedone del bianco · h2 pedone del bianco · a1 alfiere del bianco · f1 donna del bianco · h1 re del bianco | a8 torre del bianco · c7 alfiere del nero · c6 alfiere del nero · d6 pedone del nero · b5 cavallo del bianco · c5 pedone del nero · f5 pedone del nero · b4 pedone del nero · c4 pedone del bianco · e4 re del nero · f4 pedone del bianco · b3 pedone del nero · h3 pedone del nero · d2 pedone del bianco · h2 pedone del bianco · a1 alfiere del bianco · f1 donna del bianco · h1 re del bianco | a8 torre del bianco · c7 alfiere del nero · c6 alfiere del nero · d6 pedone del nero · b5 cavallo del bianco · c5 pedone del nero · f5 pedone del nero · b4 pedone del nero · c4 pedone del bianco · e4 re del nero · f4 pedone del bianco · b3 pedone del nero · h3 pedone del nero · d2 pedone del bianco · h2 pedone del bianco · a1 alfiere del bianco · f1 donna del bianco · h1 re del bianco | a8 torre del bianco · c7 alfiere del nero · c6 alfiere del nero · d6 pedone del nero · b5 cavallo del bianco · c5 pedone del nero · f5 pedone del nero · b4 pedone del nero · c4 pedone del bianco · e4 re del nero · f4 pedone del bianco · b3 pedone del nero · h3 pedone del nero · d2 pedone del bianco · h2 pedone del bianco · a1 alfiere del bianco · f1 donna del bianco · h1 re del bianco | 7 |
| 6 | a8 torre del bianco · c7 alfiere del nero · c6 alfiere del nero · d6 pedone del nero · b5 cavallo del bianco · c5 pedone del nero · f5 pedone del nero · b4 pedone del nero · c4 pedone del bianco · e4 re del nero · f4 pedone del bianco · b3 pedone del nero · h3 pedone del nero · d2 pedone del bianco · h2 pedone del bianco · a1 alfiere del bianco · f1 donna del bianco · h1 re del bianco | a8 torre del bianco · c7 alfiere del nero · c6 alfiere del nero · d6 pedone del nero · b5 cavallo del bianco · c5 pedone del nero · f5 pedone del nero · b4 pedone del nero · c4 pedone del bianco · e4 re del nero · f4 pedone del bianco · b3 pedone del nero · h3 pedone del nero · d2 pedone del bianco · h2 pedone del bianco · a1 alfiere del bianco · f1 donna del bianco · h1 re del bianco | a8 torre del bianco · c7 alfiere del nero · c6 alfiere del nero · d6 pedone del nero · b5 cavallo del bianco · c5 pedone del nero · f5 pedone del nero · b4 pedone del nero · c4 pedone del bianco · e4 re del nero · f4 pedone del bianco · b3 pedone del nero · h3 pedone del nero · d2 pedone del bianco · h2 pedone del bianco · a1 alfiere del bianco · f1 donna del bianco · h1 re del bianco | a8 torre del bianco · c7 alfiere del nero · c6 alfiere del nero · d6 pedone del nero · b5 cavallo del bianco · c5 pedone del nero · f5 pedone del nero · b4 pedone del nero · c4 pedone del bianco · e4 re del nero · f4 pedone del bianco · b3 pedone del nero · h3 pedone del nero · d2 pedone del bianco · h2 pedone del bianco · a1 alfiere del bianco · f1 donna del bianco · h1 re del bianco | a8 torre del bianco · c7 alfiere del nero · c6 alfiere del nero · d6 pedone del nero · b5 cavallo del bianco · c5 pedone del nero · f5 pedone del nero · b4 pedone del nero · c4 pedone del bianco · e4 re del nero · f4 pedone del bianco · b3 pedone del nero · h3 pedone del nero · d2 pedone del bianco · h2 pedone del bianco · a1 alfiere del bianco · f1 donna del bianco · h1 re del bianco | a8 torre del bianco · c7 alfiere del nero · c6 alfiere del nero · d6 pedone del nero · b5 cavallo del bianco · c5 pedone del nero · f5 pedone del nero · b4 pedone del nero · c4 pedone del bianco · e4 re del nero · f4 pedone del bianco · b3 pedone del nero · h3 pedone del nero · d2 pedone del bianco · h2 pedone del bianco · a1 alfiere del bianco · f1 donna del bianco · h1 re del bianco | a8 torre del bianco · c7 alfiere del nero · c6 alfiere del nero · d6 pedone del nero · b5 cavallo del bianco · c5 pedone del nero · f5 pedone del nero · b4 pedone del nero · c4 pedone del bianco · e4 re del nero · f4 pedone del bianco · b3 pedone del nero · h3 pedone del nero · d2 pedone del bianco · h2 pedone del bianco · a1 alfiere del bianco · f1 donna del bianco · h1 re del bianco | a8 torre del bianco · c7 alfiere del nero · c6 alfiere del nero · d6 pedone del nero · b5 cavallo del bianco · c5 pedone del nero · f5 pedone del nero · b4 pedone del nero · c4 pedone del bianco · e4 re del nero · f4 pedone del bianco · b3 pedone del nero · h3 pedone del nero · d2 pedone del bianco · h2 pedone del bianco · a1 alfiere del bianco · f1 donna del bianco · h1 re del bianco | 6 |
| 5 | a8 torre del bianco · c7 alfiere del nero · c6 alfiere del nero · d6 pedone del nero · b5 cavallo del bianco · c5 pedone del nero · f5 pedone del nero · b4 pedone del nero · c4 pedone del bianco · e4 re del nero · f4 pedone del bianco · b3 pedone del nero · h3 pedone del nero · d2 pedone del bianco · h2 pedone del bianco · a1 alfiere del bianco · f1 donna del bianco · h1 re del bianco | a8 torre del bianco · c7 alfiere del nero · c6 alfiere del nero · d6 pedone del nero · b5 cavallo del bianco · c5 pedone del nero · f5 pedone del nero · b4 pedone del nero · c4 pedone del bianco · e4 re del nero · f4 pedone del bianco · b3 pedone del nero · h3 pedone del nero · d2 pedone del bianco · h2 pedone del bianco · a1 alfiere del bianco · f1 donna del bianco · h1 re del bianco | a8 torre del bianco · c7 alfiere del nero · c6 alfiere del nero · d6 pedone del nero · b5 cavallo del bianco · c5 pedone del nero · f5 pedone del nero · b4 pedone del nero · c4 pedone del bianco · e4 re del nero · f4 pedone del bianco · b3 pedone del nero · h3 pedone del nero · d2 pedone del bianco · h2 pedone del bianco · a1 alfiere del bianco · f1 donna del bianco · h1 re del bianco | a8 torre del bianco · c7 alfiere del nero · c6 alfiere del nero · d6 pedone del nero · b5 cavallo del bianco · c5 pedone del nero · f5 pedone del nero · b4 pedone del nero · c4 pedone del bianco · e4 re del nero · f4 pedone del bianco · b3 pedone del nero · h3 pedone del nero · d2 pedone del bianco · h2 pedone del bianco · a1 alfiere del bianco · f1 donna del bianco · h1 re del bianco | a8 torre del bianco · c7 alfiere del nero · c6 alfiere del nero · d6 pedone del nero · b5 cavallo del bianco · c5 pedone del nero · f5 pedone del nero · b4 pedone del nero · c4 pedone del bianco · e4 re del nero · f4 pedone del bianco · b3 pedone del nero · h3 pedone del nero · d2 pedone del bianco · h2 pedone del bianco · a1 alfiere del bianco · f1 donna del bianco · h1 re del bianco | a8 torre del bianco · c7 alfiere del nero · c6 alfiere del nero · d6 pedone del nero · b5 cavallo del bianco · c5 pedone del nero · f5 pedone del nero · b4 pedone del nero · c4 pedone del bianco · e4 re del nero · f4 pedone del bianco · b3 pedone del nero · h3 pedone del nero · d2 pedone del bianco · h2 pedone del bianco · a1 alfiere del bianco · f1 donna del bianco · h1 re del bianco | a8 torre del bianco · c7 alfiere del nero · c6 alfiere del nero · d6 pedone del nero · b5 cavallo del bianco · c5 pedone del nero · f5 pedone del nero · b4 pedone del nero · c4 pedone del bianco · e4 re del nero · f4 pedone del bianco · b3 pedone del nero · h3 pedone del nero · d2 pedone del bianco · h2 pedone del bianco · a1 alfiere del bianco · f1 donna del bianco · h1 re del bianco | a8 torre del bianco · c7 alfiere del nero · c6 alfiere del nero · d6 pedone del nero · b5 cavallo del bianco · c5 pedone del nero · f5 pedone del nero · b4 pedone del nero · c4 pedone del bianco · e4 re del nero · f4 pedone del bianco · b3 pedone del nero · h3 pedone del nero · d2 pedone del bianco · h2 pedone del bianco · a1 alfiere del bianco · f1 donna del bianco · h1 re del bianco | 5 |
| 4 | a8 torre del bianco · c7 alfiere del nero · c6 alfiere del nero · d6 pedone del nero · b5 cavallo del bianco · c5 pedone del nero · f5 pedone del nero · b4 pedone del nero · c4 pedone del bianco · e4 re del nero · f4 pedone del bianco · b3 pedone del nero · h3 pedone del nero · d2 pedone del bianco · h2 pedone del bianco · a1 alfiere del bianco · f1 donna del bianco · h1 re del bianco | a8 torre del bianco · c7 alfiere del nero · c6 alfiere del nero · d6 pedone del nero · b5 cavallo del bianco · c5 pedone del nero · f5 pedone del nero · b4 pedone del nero · c4 pedone del bianco · e4 re del nero · f4 pedone del bianco · b3 pedone del nero · h3 pedone del nero · d2 pedone del bianco · h2 pedone del bianco · a1 alfiere del bianco · f1 donna del bianco · h1 re del bianco | a8 torre del bianco · c7 alfiere del nero · c6 alfiere del nero · d6 pedone del nero · b5 cavallo del bianco · c5 pedone del nero · f5 pedone del nero · b4 pedone del nero · c4 pedone del bianco · e4 re del nero · f4 pedone del bianco · b3 pedone del nero · h3 pedone del nero · d2 pedone del bianco · h2 pedone del bianco · a1 alfiere del bianco · f1 donna del bianco · h1 re del bianco | a8 torre del bianco · c7 alfiere del nero · c6 alfiere del nero · d6 pedone del nero · b5 cavallo del bianco · c5 pedone del nero · f5 pedone del nero · b4 pedone del nero · c4 pedone del bianco · e4 re del nero · f4 pedone del bianco · b3 pedone del nero · h3 pedone del nero · d2 pedone del bianco · h2 pedone del bianco · a1 alfiere del bianco · f1 donna del bianco · h1 re del bianco | a8 torre del bianco · c7 alfiere del nero · c6 alfiere del nero · d6 pedone del nero · b5 cavallo del bianco · c5 pedone del nero · f5 pedone del nero · b4 pedone del nero · c4 pedone del bianco · e4 re del nero · f4 pedone del bianco · b3 pedone del nero · h3 pedone del nero · d2 pedone del bianco · h2 pedone del bianco · a1 alfiere del bianco · f1 donna del bianco · h1 re del bianco | a8 torre del bianco · c7 alfiere del nero · c6 alfiere del nero · d6 pedone del nero · b5 cavallo del bianco · c5 pedone del nero · f5 pedone del nero · b4 pedone del nero · c4 pedone del bianco · e4 re del nero · f4 pedone del bianco · b3 pedone del nero · h3 pedone del nero · d2 pedone del bianco · h2 pedone del bianco · a1 alfiere del bianco · f1 donna del bianco · h1 re del bianco | a8 torre del bianco · c7 alfiere del nero · c6 alfiere del nero · d6 pedone del nero · b5 cavallo del bianco · c5 pedone del nero · f5 pedone del nero · b4 pedone del nero · c4 pedone del bianco · e4 re del nero · f4 pedone del bianco · b3 pedone del nero · h3 pedone del nero · d2 pedone del bianco · h2 pedone del bianco · a1 alfiere del bianco · f1 donna del bianco · h1 re del bianco | a8 torre del bianco · c7 alfiere del nero · c6 alfiere del nero · d6 pedone del nero · b5 cavallo del bianco · c5 pedone del nero · f5 pedone del nero · b4 pedone del nero · c4 pedone del bianco · e4 re del nero · f4 pedone del bianco · b3 pedone del nero · h3 pedone del nero · d2 pedone del bianco · h2 pedone del bianco · a1 alfiere del bianco · f1 donna del bianco · h1 re del bianco | 4 |
| 3 | a8 torre del bianco · c7 alfiere del nero · c6 alfiere del nero · d6 pedone del nero · b5 cavallo del bianco · c5 pedone del nero · f5 pedone del nero · b4 pedone del nero · c4 pedone del bianco · e4 re del nero · f4 pedone del bianco · b3 pedone del nero · h3 pedone del nero · d2 pedone del bianco · h2 pedone del bianco · a1 alfiere del bianco · f1 donna del bianco · h1 re del bianco | a8 torre del bianco · c7 alfiere del nero · c6 alfiere del nero · d6 pedone del nero · b5 cavallo del bianco · c5 pedone del nero · f5 pedone del nero · b4 pedone del nero · c4 pedone del bianco · e4 re del nero · f4 pedone del bianco · b3 pedone del nero · h3 pedone del nero · d2 pedone del bianco · h2 pedone del bianco · a1 alfiere del bianco · f1 donna del bianco · h1 re del bianco | a8 torre del bianco · c7 alfiere del nero · c6 alfiere del nero · d6 pedone del nero · b5 cavallo del bianco · c5 pedone del nero · f5 pedone del nero · b4 pedone del nero · c4 pedone del bianco · e4 re del nero · f4 pedone del bianco · b3 pedone del nero · h3 pedone del nero · d2 pedone del bianco · h2 pedone del bianco · a1 alfiere del bianco · f1 donna del bianco · h1 re del bianco | a8 torre del bianco · c7 alfiere del nero · c6 alfiere del nero · d6 pedone del nero · b5 cavallo del bianco · c5 pedone del nero · f5 pedone del nero · b4 pedone del nero · c4 pedone del bianco · e4 re del nero · f4 pedone del bianco · b3 pedone del nero · h3 pedone del nero · d2 pedone del bianco · h2 pedone del bianco · a1 alfiere del bianco · f1 donna del bianco · h1 re del bianco | a8 torre del bianco · c7 alfiere del nero · c6 alfiere del nero · d6 pedone del nero · b5 cavallo del bianco · c5 pedone del nero · f5 pedone del nero · b4 pedone del nero · c4 pedone del bianco · e4 re del nero · f4 pedone del bianco · b3 pedone del nero · h3 pedone del nero · d2 pedone del bianco · h2 pedone del bianco · a1 alfiere del bianco · f1 donna del bianco · h1 re del bianco | a8 torre del bianco · c7 alfiere del nero · c6 alfiere del nero · d6 pedone del nero · b5 cavallo del bianco · c5 pedone del nero · f5 pedone del nero · b4 pedone del nero · c4 pedone del bianco · e4 re del nero · f4 pedone del bianco · b3 pedone del nero · h3 pedone del nero · d2 pedone del bianco · h2 pedone del bianco · a1 alfiere del bianco · f1 donna del bianco · h1 re del bianco | a8 torre del bianco · c7 alfiere del nero · c6 alfiere del nero · d6 pedone del nero · b5 cavallo del bianco · c5 pedone del nero · f5 pedone del nero · b4 pedone del nero · c4 pedone del bianco · e4 re del nero · f4 pedone del bianco · b3 pedone del nero · h3 pedone del nero · d2 pedone del bianco · h2 pedone del bianco · a1 alfiere del bianco · f1 donna del bianco · h1 re del bianco | a8 torre del bianco · c7 alfiere del nero · c6 alfiere del nero · d6 pedone del nero · b5 cavallo del bianco · c5 pedone del nero · f5 pedone del nero · b4 pedone del nero · c4 pedone del bianco · e4 re del nero · f4 pedone del bianco · b3 pedone del nero · h3 pedone del nero · d2 pedone del bianco · h2 pedone del bianco · a1 alfiere del bianco · f1 donna del bianco · h1 re del bianco | 3 |
| 2 | a8 torre del bianco · c7 alfiere del nero · c6 alfiere del nero · d6 pedone del nero · b5 cavallo del bianco · c5 pedone del nero · f5 pedone del nero · b4 pedone del nero · c4 pedone del bianco · e4 re del nero · f4 pedone del bianco · b3 pedone del nero · h3 pedone del nero · d2 pedone del bianco · h2 pedone del bianco · a1 alfiere del bianco · f1 donna del bianco · h1 re del bianco | a8 torre del bianco · c7 alfiere del nero · c6 alfiere del nero · d6 pedone del nero · b5 cavallo del bianco · c5 pedone del nero · f5 pedone del nero · b4 pedone del nero · c4 pedone del bianco · e4 re del nero · f4 pedone del bianco · b3 pedone del nero · h3 pedone del nero · d2 pedone del bianco · h2 pedone del bianco · a1 alfiere del bianco · f1 donna del bianco · h1 re del bianco | a8 torre del bianco · c7 alfiere del nero · c6 alfiere del nero · d6 pedone del nero · b5 cavallo del bianco · c5 pedone del nero · f5 pedone del nero · b4 pedone del nero · c4 pedone del bianco · e4 re del nero · f4 pedone del bianco · b3 pedone del nero · h3 pedone del nero · d2 pedone del bianco · h2 pedone del bianco · a1 alfiere del bianco · f1 donna del bianco · h1 re del bianco | a8 torre del bianco · c7 alfiere del nero · c6 alfiere del nero · d6 pedone del nero · b5 cavallo del bianco · c5 pedone del nero · f5 pedone del nero · b4 pedone del nero · c4 pedone del bianco · e4 re del nero · f4 pedone del bianco · b3 pedone del nero · h3 pedone del nero · d2 pedone del bianco · h2 pedone del bianco · a1 alfiere del bianco · f1 donna del bianco · h1 re del bianco | a8 torre del bianco · c7 alfiere del nero · c6 alfiere del nero · d6 pedone del nero · b5 cavallo del bianco · c5 pedone del nero · f5 pedone del nero · b4 pedone del nero · c4 pedone del bianco · e4 re del nero · f4 pedone del bianco · b3 pedone del nero · h3 pedone del nero · d2 pedone del bianco · h2 pedone del bianco · a1 alfiere del bianco · f1 donna del bianco · h1 re del bianco | a8 torre del bianco · c7 alfiere del nero · c6 alfiere del nero · d6 pedone del nero · b5 cavallo del bianco · c5 pedone del nero · f5 pedone del nero · b4 pedone del nero · c4 pedone del bianco · e4 re del nero · f4 pedone del bianco · b3 pedone del nero · h3 pedone del nero · d2 pedone del bianco · h2 pedone del bianco · a1 alfiere del bianco · f1 donna del bianco · h1 re del bianco | a8 torre del bianco · c7 alfiere del nero · c6 alfiere del nero · d6 pedone del nero · b5 cavallo del bianco · c5 pedone del nero · f5 pedone del nero · b4 pedone del nero · c4 pedone del bianco · e4 re del nero · f4 pedone del bianco · b3 pedone del nero · h3 pedone del nero · d2 pedone del bianco · h2 pedone del bianco · a1 alfiere del bianco · f1 donna del bianco · h1 re del bianco | a8 torre del bianco · c7 alfiere del nero · c6 alfiere del nero · d6 pedone del nero · b5 cavallo del bianco · c5 pedone del nero · f5 pedone del nero · b4 pedone del nero · c4 pedone del bianco · e4 re del nero · f4 pedone del bianco · b3 pedone del nero · h3 pedone del nero · d2 pedone del bianco · h2 pedone del bianco · a1 alfiere del bianco · f1 donna del bianco · h1 re del bianco | 2 |
| 1 | a8 torre del bianco · c7 alfiere del nero · c6 alfiere del nero · d6 pedone del nero · b5 cavallo del bianco · c5 pedone del nero · f5 pedone del nero · b4 pedone del nero · c4 pedone del bianco · e4 re del nero · f4 pedone del bianco · b3 pedone del nero · h3 pedone del nero · d2 pedone del bianco · h2 pedone del bianco · a1 alfiere del bianco · f1 donna del bianco · h1 re del bianco | a8 torre del bianco · c7 alfiere del nero · c6 alfiere del nero · d6 pedone del nero · b5 cavallo del bianco · c5 pedone del nero · f5 pedone del nero · b4 pedone del nero · c4 pedone del bianco · e4 re del nero · f4 pedone del bianco · b3 pedone del nero · h3 pedone del nero · d2 pedone del bianco · h2 pedone del bianco · a1 alfiere del bianco · f1 donna del bianco · h1 re del bianco | a8 torre del bianco · c7 alfiere del nero · c6 alfiere del nero · d6 pedone del nero · b5 cavallo del bianco · c5 pedone del nero · f5 pedone del nero · b4 pedone del nero · c4 pedone del bianco · e4 re del nero · f4 pedone del bianco · b3 pedone del nero · h3 pedone del nero · d2 pedone del bianco · h2 pedone del bianco · a1 alfiere del bianco · f1 donna del bianco · h1 re del bianco | a8 torre del bianco · c7 alfiere del nero · c6 alfiere del nero · d6 pedone del nero · b5 cavallo del bianco · c5 pedone del nero · f5 pedone del nero · b4 pedone del nero · c4 pedone del bianco · e4 re del nero · f4 pedone del bianco · b3 pedone del nero · h3 pedone del nero · d2 pedone del bianco · h2 pedone del bianco · a1 alfiere del bianco · f1 donna del bianco · h1 re del bianco | a8 torre del bianco · c7 alfiere del nero · c6 alfiere del nero · d6 pedone del nero · b5 cavallo del bianco · c5 pedone del nero · f5 pedone del nero · b4 pedone del nero · c4 pedone del bianco · e4 re del nero · f4 pedone del bianco · b3 pedone del nero · h3 pedone del nero · d2 pedone del bianco · h2 pedone del bianco · a1 alfiere del bianco · f1 donna del bianco · h1 re del bianco | a8 torre del bianco · c7 alfiere del nero · c6 alfiere del nero · d6 pedone del nero · b5 cavallo del bianco · c5 pedone del nero · f5 pedone del nero · b4 pedone del nero · c4 pedone del bianco · e4 re del nero · f4 pedone del bianco · b3 pedone del nero · h3 pedone del nero · d2 pedone del bianco · h2 pedone del bianco · a1 alfiere del bianco · f1 donna del bianco · h1 re del bianco | a8 torre del bianco · c7 alfiere del nero · c6 alfiere del nero · d6 pedone del nero · b5 cavallo del bianco · c5 pedone del nero · f5 pedone del nero · b4 pedone del nero · c4 pedone del bianco · e4 re del nero · f4 pedone del bianco · b3 pedone del nero · h3 pedone del nero · d2 pedone del bianco · h2 pedone del bianco · a1 alfiere del bianco · f1 donna del bianco · h1 re del bianco | a8 torre del bianco · c7 alfiere del nero · c6 alfiere del nero · d6 pedone del nero · b5 cavallo del bianco · c5 pedone del nero · f5 pedone del nero · b4 pedone del nero · c4 pedone del bianco · e4 re del nero · f4 pedone del bianco · b3 pedone del nero · h3 pedone del nero · d2 pedone del bianco · h2 pedone del bianco · a1 alfiere del bianco · f1 donna del bianco · h1 re del bianco | 1 |
|   | a | b | c | d | e | f | g | h |   |

Soluzione:
1. Ag7!  (min. 2. Ta1 ... 3. Te1#)
1... b2  2. Ta3 ...  3. Te3/Df3# 

  (2... b3/bxa3 3. Cc3#) 

1... Axb5  2. De2+ Rxf4  3. Ah6# 

1... Ad5  2. Te8+ Axe6  3. Txe6# 

1... Axa8  2. Ah6 ...  3. De2# 